# Hedonofobia
La hedonofobia es una fobia específica caracterizada por un miedo extremo e irracional a experimentar placer o felicidad. Las personas que la padecen pueden evitar situaciones gratificantes, sentir culpa ante emociones positivas o practicar autocastigo por experimentar alegría. Este trastorno puede originarse en traumas infantiles, educación represiva o rechazo al hedonismo excesivo. Los afectados creen que disfrutar traerá consecuencias negativas, por lo que optan por reprimir cualquier forma de placer. Aunque son conscientes de su comportamiento y del impacto en su calidad de vida, se sienten impotentes ante el temor. La hedonofobia puede tratarse con diversas terapias psicológicas.

## Diagnóstico
El diagnóstico de la hedonofobia se vincula con factores socioculturales y con la edad de madurez establecida en cada sociedad, que varía globalmente entre los 12 y 24 años. Las normas culturales y éticas tradicionales influyen significativamente en la formación de esta fobia. El contexto personal del individuo es esencial para una evaluación adecuada, ya que creencias inculcadas desde la infancia, como la asociación entre mérito y sufrimiento o la desvalorización del placer, pueden contribuir al desarrollo del trastorno. En estos casos, la culpa actúa como un mecanismo de defensa que aleja al individuo del disfrute, reforzando la aversión al placer.

## Síntomas
Los síntomas de la hedonofobia abarcan manifestaciones tanto fisiológicas como psicológicas, similares a los de otras fobias. Entre los síntomas físicos se encuentran estreñimiento crónico, náuseas, diarrea, migrañas, sudoración excesiva, hipertensión, hiperventilación y problemas respiratorios. En casos severos, pueden presentarse enfermedades cardíacas. A nivel psicológico, los afectados pueden experimentar depresión, ansiedad, ataques de pánico, culpabilidad persistente, melancolía, pesimismo, insomnio, cambios de humor, aislamiento social y una marcada falta de entusiasmo o adrenalina. Estos síntomas, al combinarse, afectan gravemente la calidad de vida y dificultan la experiencia de placer o felicidad en actividades cotidianas.

## Tratamiento
El tratamiento de la hedonofobia se basa principalmente en enfoques terapéuticos destinados a modificar la percepción negativa del placer. La terapia cognitivo-conductual es una de las más utilizadas, ya que enseña al paciente a identificar y reemplazar pensamientos perjudiciales con creencias más racionales y funcionales sobre el disfrute. La terapia conductual dialéctica, diseñada originalmente para trastornos de la personalidad, también se aplica en estos casos. Incluye prácticas como la meditación de atención plena y técnicas de afrontamiento que ayudan a gestionar las emociones frente a estímulos placenteros. La terapia de exposición, por su parte, expone gradualmente al paciente a experiencias placenteras en contextos controlados, reduciendo su respuesta fóbica. Finalmente, la hipnoterapia utiliza estados de relajación profunda para introducir sugerencias positivas sobre el placer, reforzando la autoconfianza y desactivando respuestas fóbicas. Estos métodos combinados permiten a las personas afectadas reconectar con los aspectos gratificantes de la vida y mejorar su bienestar general.